# Duomo di Minervino Murge
La Cattedrale di Minervino Murge o Chiesa Madre di Santa Maria Assunta sorge a Minervino Murge ed è consacrata a Santa Maria Assunta. La chiesa attuale è stata costruita nel corso del XVI secolo, su un precedente edificio di epoca normanna, ed è stata consacrata nel 1608. Dall'XI secolo fino al 1808 è stata cattedrale della diocesi di Minervino, che poi venne soppressa.